# TERB2
TERB2 (англ. Telomere repeat binding bouquet formation protein 2) – білок, який кодується однойменним геном, розташованим у людей на 15-й хромосомі. Довжина поліпептидного ланцюга білка становить 220 амінокислот, а молекулярна маса — 25 316.
| 10         |  | 20         |  | 30         |  | 40         |  | 50         |
| ---------- |  | ---------- |  | ---------- |  | ---------- |  | ---------- |
| MFQGQRGWFC |  | GSVSQDLRQF |  | WVAEGGTISD |  | PRAADFLFSC |  | DASHPDTLRI |
| YQSLDYIEDN |  | ATVFHAYYLS |  | AVANAKIKNS |  | VALGHFILPP |  | ACLQKEIRRK |
| IGSFIWEQDQ |  | HFLIEKHDEV |  | TPNEIKTLRE |  | NSELATEHKK |  | ELSKSPEKHF |
| IRTPVVEKQM |  | YFPLQNYPVN |  | NMVTGYISID |  | AMKKFLGELH |  | DFIPGTSGYL |
| AYHVQNEINM |  | SAIKNKLKRK |  |            |  |            |  |            |

A: Аланін

C: Цистеїн

D: Аспарагінова кислота

E: Глутамінова кислота

F: Фенілаланін

G: Гліцин

H: Гістидин

I: Ізолейцин

K: Лізин

L: Лейцин

M: Метіонін

N: Аспарагін

P: Пролін

Q: Глутамін

R: Аргінін

S: Серин

T: Треонін

V: Валін

W: Триптофан

Локалізований у ядрі, мембрані, хромосомах.